# Георги Павлов (художник)
Вижте пояснителната страница за други личности с името Георги Павлов.
Георги Павлов – Павлето е български художник живописец и художествен критик. Творчеството му е основно в областта на пейзажа, градския пейзаж, портрета и интериора.

## Биография
Роден е на 31 август 1913 г. в Чипровци. Завършва гимназия във Фердинанд (1934) и живопис при проф. Борис Митов в Държавната художествена академия в София (1940).
През 1948 г. е назначен за художествен редактор на списание „Дружинка“. През периода 1957 – 1958 е редактор на отдел „Художествена критика“ на вестник „Народна култура“. През 1960 – 1961 г. е редактор на културния отдел на списание „Лада“.
През 1958 г. пътува до Москва, през 1966 г. – до Алжир и Франция, през 1969 г. – до Мюнхен, Брюксел, Амстердам, Лондон, Париж, а през 1970 г. – отново до Мюнхен.
През 1969 г. играе във филма на Конрад Волф „Гоя“.
Умира на 29 юли 1995 г. в София.

## Творчество
През 1942 г. организира първа самостоятелна изложба в салона на КООП в София, а на следващата година – втора самостоятелна изложба в салона на Чиновническото дружество.
Участва в представителна изложба на СБХ в Будапеща (1944) и Букурещ (1946). През 1947 г. е третата му самостоятелна изложба – в галерия „Призма“.
Четвъртата му самостоятелна изложба е през 1965 г. в изложбената зала на ул. „Раковски“ 125, а петата самостоятелна изложба – „100 рисунки“ – през 1968 г. в изложбената зала на бул. „Руски“ 6.
През 1974 г. Павлето има юбилейна изложба в залата на „Раковски“ 125, а през 1985 г. – юбилейна ретроспективна изложба.
Сътрудничи на вестници и списания със свои илюстрации. Автор е на монографии за български художници, сред които за Теню Пиндарев, Кирил Цонев, Георги Попов.
Творби на Павлето се притежават от Националната художествена галерия, Софийската градска художествена галерия, много художествени галерии в страната, както и от частни колекционери в България и в чужбина.
Автор е на две стихосбирки – „Вятър над Огоста“ (1985) и „Когато кестените спят: рисунки и стихове“ (1993).
Някои известни творби на Павлето:

## Отличия и награди
Удостоен е с ордените „Кирил и Методий“ I степен (1959) и „Народна република България“ II степен (1973).
През 1967 г. е удостоен със званието „Заслужил художник“, а през 1979 г. – със званието „Народен художник“.